# Дупячани
Дупячани (на македонска литературна норма: Дупјачани) е село в община Долнени на Северна Македония.

## География
Разположено е в североизточния край на Прилепското поле, в южното подножие на планината Бабуна. Селото се състои от две махали – Горно и Долно Дупячани.

## История
В XIX век Дупячани е село в Прилепска каза на Османската империя. „Етнография на вилаетите Адрианопол, Монастир и Салоника“, издадена в Константинопол в 1878 година и отразяваща статистиката на населението от 1873 година Долно Дупялчани (Doupialtchani-Dolno) е посочено като село с 22 домакинства, със 107 жители българи, а Горно Дупялчани (Doupialtchani-Gorno) – с 28 домакинства и 132 жители българи.
Иконите в църквата в Горно Дупячани са дело на прилепския зограф Иван Апостолов.
Според статистиката на Васил Кънчов („Македония. Етнография и статистика“) от 1900 година Горно Дупячани е населявано от 300 жители българи християни, а Долно Дупячани има 100 жители, също българи християни.
На Етнографската карта на Битолския вилает на Картографския институт в София от 1901 година Долно Дупечани е чисто българско село в Прилепската каза на Битолския санджак с 19 къщи, а Горно Дупечани също чисто българско с 30 къщи.
В началото на XX век цялото население на селото е под върховенството на Българската екзархия. По данни на секретаря на екзархията Димитър Мишев („La Macédoine et sa Population Chrétienne“) в 1905 година в Горно Дупячани (Gorno Doupiatchani) има 240 българи екзархисти и работи българско училище, а в Долно Дупячани (Dolno-Doupiatchani) живеят 120 българи екзархисти.
При избухването на Балканската война в 1912 година 2 души от Дупячани са доброволци в Македоно-одринското опълчение.

## Личности
Родени в Дупячани
- Милан Андонов (1883 - 1907), български революционер от ВМОРО, четник на Михаил Чаков,[7] загива в сражение в Лугунци[8]
- Милан Чалишев (? - 1907), четник от ВМОРО, убит в Битката на Ножот[9]